# ويندي بيتي
ويندي بيتي (بالإنجليزية: Wendy Beattie) هي لاعب هوكي الحقل أسترالية، ولدت في 18 سبتمبر 1980.

## روابط خارجية
- ويندي بيتي على موقع اتحاد ألعاب الكومنولث (مؤرشف) (الإنجليزية)
- ويندي بيتي على موقع دورة ألعاب الكومنولث 2006 (مؤرشف) (الإنجليزية)